# Wetteren

Bandeira do município de Wetteren

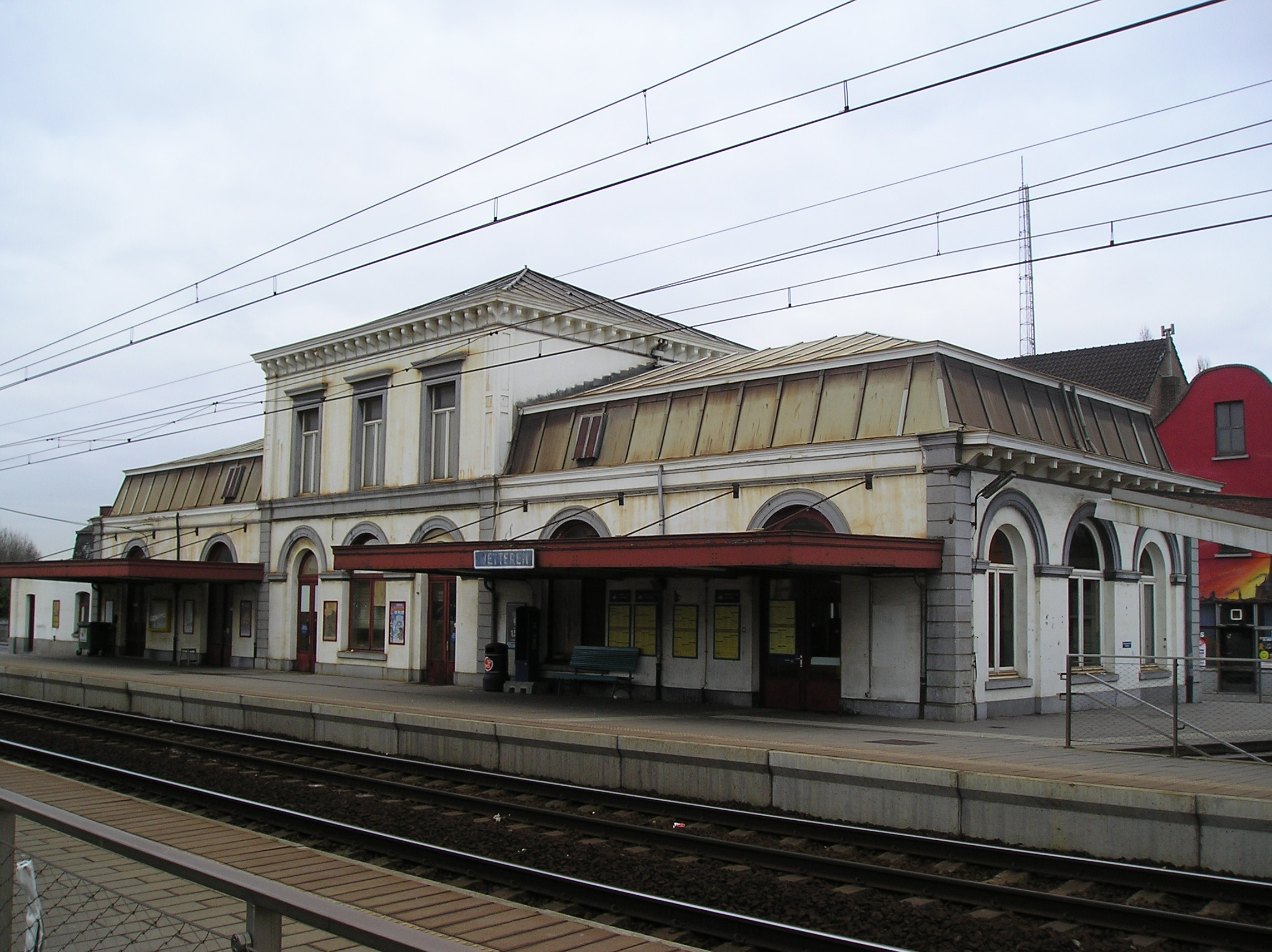
Estação de caminhos-de-ferro de Wetteren

Wetteren é um município belga localizado na província de Flandres Oriental. O município é constituído pelas vilas de  Massemen, Westrem e Wetteren. Em 1 de Janeiro de 2006, o município de Wettern tinha uma população de 23.029 habitantes, uma superfície total de 36,68 km²  correspondente a uma densidade populacional de 633 habitantes por km².